# Levan Township (comté de Jackson, Illinois)
Pour les articles homonymes, voir Levan.
Levan Township est un township du comté de Jackson dans l'Illinois, aux États-Unis,.

## Source de la traduction
- (en) Cet article est partiellement ou en totalité issu de l’article de Wikipédia en anglais intitulé « Levan Township, Jackson County, Illinois » (voir la liste des auteurs).